# 山崎武四
山崎 武四（やまざき たけし、1893年（明治26年）11月9日 - 1974年（昭和49年）12月21日）は、大日本帝国陸軍軍人。最終階級は陸軍少将。

## 経歴
1893年（明治26年）に東京府で生まれた。陸軍士官学校第27期卒業。1939年（昭和14年）5月に騎兵第4連隊長に着任。1940年（昭和15年）7月8日に騎兵第13連隊長（駐蒙軍・騎兵集団・騎兵第1旅団）に転じ、8月1日に陸軍騎兵大佐に進級して日中戦争に出動した。1942年（昭和17年）6月に陸軍習志野学校教官に転じ、その後兼陸軍騎兵学校教官となった。
1945年（昭和20年）2月20日に陸軍習志野学校長に就任し、6月10日に陸軍少将に進級して終戦となった。
1947年（昭和22年）11月28日、公職追放仮指定を受けた。